# ABCDE (Audiosoftware)
ABCDE (A Better CD Encoder, ehemals cdgrab) ist ein  Befehlszeilenprogramm zum digitalen Auslesen bzw. „Rippen“ von Audio-CDs für unixoide Betriebssysteme wie Linux, und fällt damit unter die Kategorie der CD-Ripper. Es unterstützt das Abfragen der freedb und MusicBrainz und kann in diversen Formaten kodieren, darunter (Ogg)Vorbis, FLAC, MP3 (Ogg)Speex, AAC und Musepack (MPP/MP+) und WAV.
Es wird als freie Software auch im Quelltext unter den Bedingungen von Version 2 der GNU General Public License (GPL) verbreitet. Es ist bei den meisten populären Linux-Distributionen aus den Standard-Paketquellen installierbar.
Es handelt sich um ein Shellskript-Frontend zu cdparanoia oder icedax (Nachfolge von cdda2wav) und weiteren Hilfsprogrammen.
Das Projekt wurde von Robert Woodcock initiiert, der die Software bis 2002 entwickelte.
Die erste Veröffentlichung (Version 0.2) erfolgte am 21. Februar 1999 unter dem ursprünglichen Namen „cdgrab“. Mit Version 0.8.4 vom 2. November 1999 wurde der Name auf „abcde“ geändert, da unter dem Namen „cdgrab“ seit 1993 bereits ein anderer CD-Ripper für DOS existiert, der immer noch aktiv weiterentwickelt wurde.